# Wasilij Władimirow
Wasilij Siergiejewicz Władimirow (ros. Василий Сергеевич Владимиров, ur. 9 stycznia 1923 we wsi Diaglewo w powiecie nowoładożskim w guberni piotrogrodzkiej, obecnie w rejonie wołchowskim w obwodzie leningradzkim; zm. 3 listopada 2012 w Petersburgu) – rosyjski matematyk.

## Życiorys
Urodził się w rodzinie chłopa, który zginął podczas wojny ZSRR z Niemcami. W 1937 skończył 7-letnią szkołę w Nowej Ładodze, później uczył się w technikum hydrologiczno-meteorologicznym, jednocześnie w 1939 ukończył rabfak (fakultet robotniczy) Ludowego Komisariatu Przemysłu Ciężkiego w Leningradzie, po czym podjął studia na Leningradzkim Uniwersytecie Państwowym. Po ataku Niemiec na ZSRR pracował przy budowie fortyfikacji pod Leningradem, a 28 sierpnia 1941 został powołany do Armii Czerwonej, we wrześniu 1941 skierowano go do batalionu obsługi lotniska pułku obrony przeciwlotniczej Sił Powietrznych Frontu Leningradzkiego (później 13 Armii Powietrznej), a od grudnia 1944 służył w obronie przeciwlotniczej Leningradu. Od 1944 należał do WKP(b). W 1945 został zdemobilizowany, w 1948 ukończył Leningradzki Uniwersytet Państwowy, później pracował w Leningradzkim Oddziale Instytutu Matematyki Akademii Nauk ZSRR, od 1950 pracował w Biurze Konstruktorskim-11 w mieście Arzamas-16 (obecnie Sarow) jako pracownik naukowy, kierownik grupy i szef działu. Pracował przy konstrukcji radzieckiej bomby wodorowej, opracowując nową metodę rozszczepiania jądra atomu – metodę faktoryzacji. Wykonywał też szereg innych prac wraz z m.in. Nikołajem Bogolubowem, Michaiłem Ławrientjewem i Andriejem Sacharowem. Od 1955 pracował w Instytucie Naukowo-Badawczym-58 w obwodzie moskiewskim. Od czerwca 1956 ponownie pracował w Leningradzie, gdzie był starszym pracownikiem naukowym i kierownikiem działu Instytutu Matematycznego Akademii Nauk ZSRR, jednocześnie od 1964 do 1986 był profesorem Moskiewskiego Instytutu Fizyczno-Technicznego. Zajmował się fizyką matematyczną i teorią funkcji. W 1960 uzyskał tytuł doktora nauk fizyczno-matematycznych, a w 1965 profesora. W 1968 został członkiem korespondentem, a w 1970 akademikiem Akademii Nauk ZSRR. Od 1988 do 1993 był dyrektorem Instytutu Matematycznego im. Stiekłowa Akademii Nauk ZSRR/RAN, w latach 1971–2002 członkiem Biura, a 1981–1987 zastępcą akademika-sekretarza Oddziału Matematycznego Akademii Nauk ZSRR. Napisał wiele prac naukowych. Był m.in. członkiem Moskiewskiego Towarzystwa Matematycznego i honorowym członkiem Czechosłowackiego Towarzystwa Matematyków i Fizyków (Praga), Międzynarodowego Towarzystwa Fizyki Matematycznej i Amerykańskiego Towarzystwa Matematycznego.

## Odznaczenia i nagrody
- Medal Sierp i Młot Bohatera Pracy Socjalistycznej (7 stycznia 1983)
- Order Lenina (dwukrotnie, 17 września 1975 i 7 stycznia 1983)
- Order Czerwonego Sztandaru Pracy (dwukrotnie, 27 kwietnia 1967 i 25 stycznia 1973)
- Order Wojny Ojczyźnianej II klasy (11 marca 1985)
- Nagroda Stalinowska (1953)
- Nagroda Państwowa ZSRR (1987)
- Nagroda Władz Federacji Rosyjskiej (2002)
- Medal „Za obronę Leningradu” (1944)
- Medal „Za zwycięstwo nad Niemcami w Wielkiej Wojnie Ojczyźnianej 1941–1945” (1945)
- Medal Żukowa (1995)

I inne.